# Plastiki

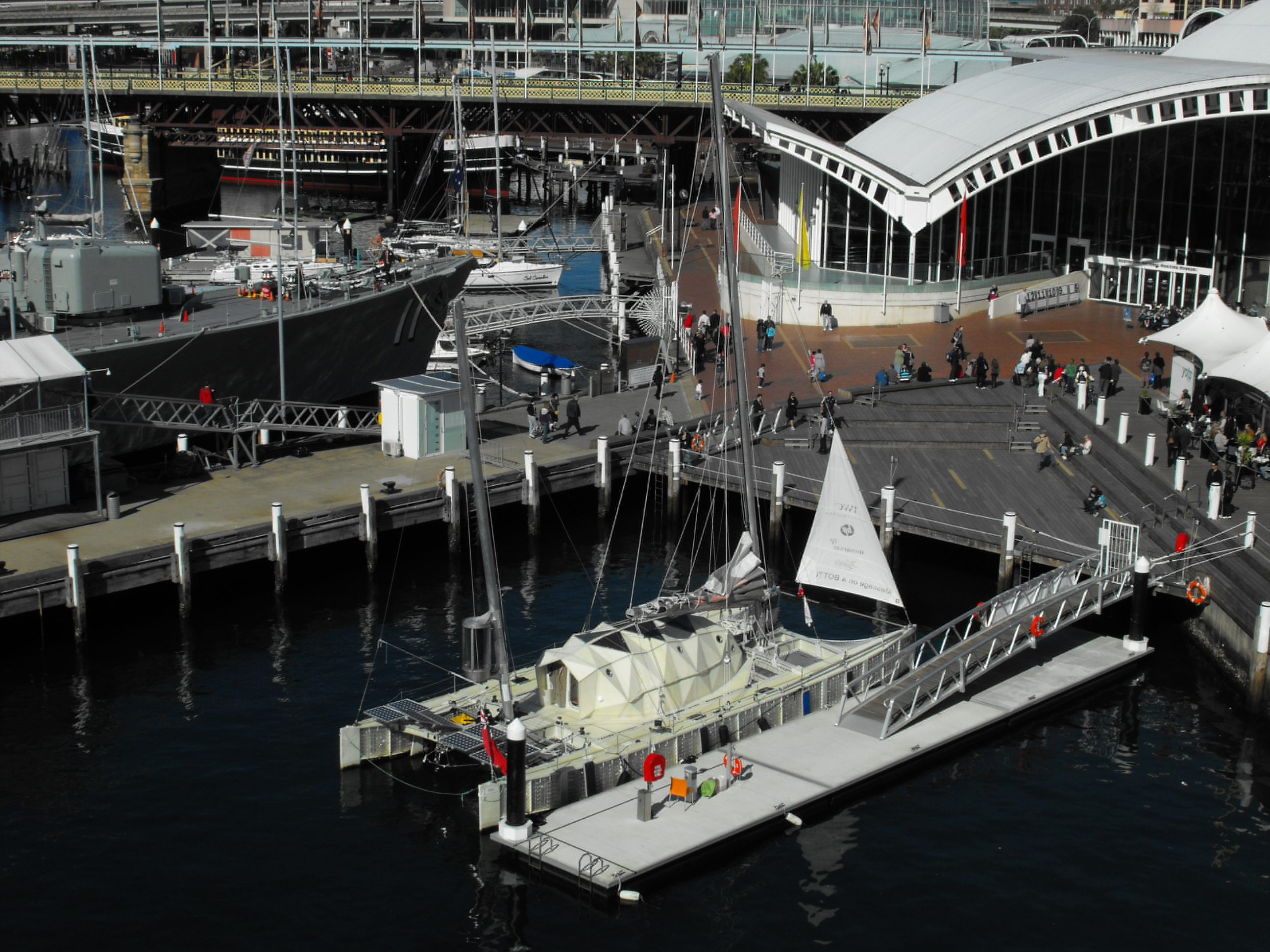
Plastiki en exhibición en el Australian National Maritime Museum luego de su travesía por el Pacífico.

El Plastiki es una embarcación tipo catamarán cuyo casco está realizado con botellas de plástico reutilizadas. Es un proyecto de divulgación científica y medioambiental que pretende sensibilizar a la población mundial sobre el problema de la contaminación en el mar.
Su objetivo apunta a los plásticos, que suponen hasta el 80 % de la contaminación del mar.
Inició su primer y hasta ahora único viaje en San Francisco el 20 de marzo de 2010 y culminó en Sídney el 26 de julio del mismo año.

## Características técnicas
La embarcación es de tipo catamarán tiene pues dos cascos construidos con botellas recicladas, aproximadamente 12500 unidades. El velamen está también fabricado con tejidos reciclados.
Tiene una cúpula geodésica a modo de iglú en cubierta, la cual está diseñada para recoger el agua de lluvia que se usa para abastecer a la tripulación. Tiene un sistema de reciclaje natural de aguas grises y negras.
La energía eléctrica proviene de dos fuentes, los paneles solares y una dinamo conectada a una bicicleta.

## Tripulación
- David de Rothschild, líder de la expedición.
- Jo Royle, timonel.
- David Thompson.
- Matt Gery, coordinador de la expedición.
- Vern Moen, director de grabación.
- Max Jourdan, dirección de grabación para National Geographic.
- Olav Heyerdahl, nieto del explorador noruego Thor Heyerdahl.

## Socios
Son patrocinadores del proyecto:
- Socios Fundadores.

sculptthefuturefoundation.org
- IWC Schaffhausen, espónsor oficial.
- Hewlett-Packard, socio tecnológico.
- Inmarsat, patrocinador de comunicaciones globales vía satélite.
- Kiehl's, proveedor de la expedición